# Плита Кокос
Плита Кокос — литосферная плита, расположенная в восточной части Тихого океана от полуострова Калифорния до Панамского перешейка. Земная кора океанического типа. Западной границей плиты является спрединговый хребет Восточно-Тихоокеанского поднятия. На востоке плита поддвигается под Карибскую литосферную плиту. В зоне субдукции происходят частые землетрясения.